# 조너선 브록스턴
조너선 브록스턴(영어: Jonathan Roy Broxton, 1984년 6월 16일 ~ ) 은 내셔널 리그 전 세인트루이스 카디널스의 선수이다.

## 출신 학교
- 버지니아공과대학교